# Smithy Beck (Ennerdale Water)
Der Smithy Beck ist ein Fluss im Lake District, Cumbria, England. Der Smithy Beck entsteht südlich des Starling Dodd im Ennerdale Forest, er fließt zunächst in westlicher Richtung, wendet sich aber für seine Mündung in das Ennerdale Water nach Süden.
Der Smithy Beck hat zwei kleine Zuflüsse von der Südflanke des Starling Dodd, den Starling Gill und den Clewes Gill.